# 维勒杜
维勒杜（法語：Villedoux，法語發音：[vildu]）是法国滨海夏朗德省的一个市镇，位于该省西北部，属于拉罗谢尔区。

## 地理
维勒杜（46°14'29"N, 1°4'2"W）面积15.84 平方千米，位于法国新阿基坦大区滨海夏朗德省，该省份为法国西部滨海省份，北起旺代省，西临大西洋，南至吉倫特省，东南接多爾多涅省，东北接德塞夫勒省接壤，东临夏朗德省。
与维勒杜接壤的市镇（或旧市镇、城区）包括：昂迪伊、沙龙、埃南德、马尔西伊、圣旺多尼斯、圣桑德尔。

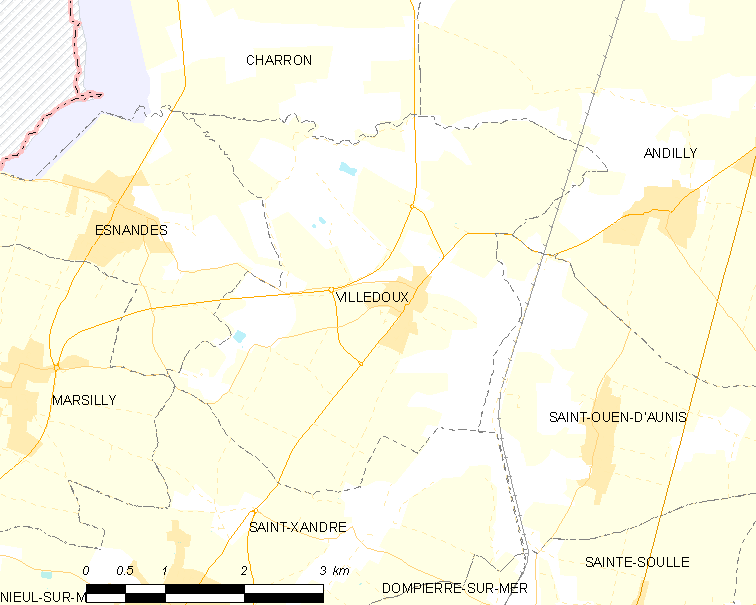
维勒杜的OSM定位图

维勒杜的时区为UTC+01:00、UTC+02:00（夏令时）。

## 行政
维勒杜的邮政编码为17230，INSEE市镇编码为17472。

## 政治
维勒杜所属的省级选区为马朗县。

## 人口

1962-2008年间维勒杜人口变化图示

维勒杜于2022年1月1日时的人口数量为2241人。